# Seiko Hashimoto
Seiko Hashimoto (橋本 聖子, Hashimoto Seiko, Abira, 5 de outubro de 1964) é uma política, ex-patinadora de velocidade e ex-ciclista japonesa que se tornou presidente do Comitê Organizador dos Jogos Olímpicos e Paraolímpicos de Tóquio em fevereiro de 2021, após a renúncia de seu antecessor, Yoshirō Mori.

## Biografia
Hashimoto nasceu em 1964, poucos dias antes do Japão sediar os Jogos de Verão de 1964 e seu primeiro nome representa as palavras japonesas "chama olímpica".

## Carreira esportiva
Participou de quatro Jogos Olímpicos de Inverno consecutivos, de 1984 a 1994, e de três Jogos Olímpicos de Verão consecutivos, de 1988 a 1996 e conquistou uma medalha de bronze na patinação nos Jogos de Inverno de Albertville, na França, em 1992.

## Presidência dos Jogos Olímpicos
Hashimoto foi anunciada Presidente do Comitê Organizador dos Jogos Olímpicos e Paraolímpicos de Tóquio em 18 de fevereiro de 2021, após Yoshirō Mori renunciar, uma semana antes, depois de ter dito, durante uma reunião do comitê, que as mulheres falam demais. A fala sexista de Mori levou a protestos no mundo todo e, segundo uma fonte ligada ao Comitê que preferiu não se identificar, causou "sérios danos à reputação" dos Jogos Olímpicos deste ano.
Numa declaração no website oficial, Seiko escreveu que estava "muito honrada" e que era "uma grande responsabilidade" ser a Presidente do Comitê Organizador.

Ela já atuava como Ministra dos Jogos Olímpicos e da Igualdade de Gêneros desde setembro de 2019.